# HD 136403
HD 136403，又名BD+33 2574，SAO 64630、HR 5702，是一颗恒星，视星等为6.32，位于銀經51.58，銀緯57.6，其B1900.0坐标为赤經15h 15m 28s，赤緯+32° 57.6′ 38″。